# 梅杜莎槽溝層
梅杜莎槽沟层（Medusae Fossae Formation）是火星上一处可能起源于火山的大型地质单元，它取名自希腊神话中的梅杜莎，而「槽沟」（Fossa）一词是拉丁语“深沟”之意。该地貌约位于南纬5°、东经213°处，横跨塔尔西斯和埃律西昂火山区附近的高-低地边界区，其范围涵盖亚马逊区、塔尔西斯区、门农区、埃律西昂区和埃俄利斯区等五大区域的部分地区。

## 地质
梅杜莎槽沟层为沿火星赤道绵延(不连续)超过5000公里的松软、易风化沉积区，其面积相当于美国大陆面积的20%。有时，该地层看起来像一片起伏平缓的平地，但在一些地方，因风蚀而形成了大片山脊和沟槽地形。雷达成像显示，该地区可能含有极多孔岩石(例如火山灰)或类似冰川的厚冰层，其数量与火星南极冰盖下的储量大致相同。通过使用火星全球气候模型模拟，以劳拉·克伯(Laura Kerber)为首的一组研究人员发现，梅杜莎槽沟层可能形成于阿波里那山、阿尔西亚山和帕弗尼斯山所喷发的火山灰。相关的细粒成分提供了进一步证据。该地区几乎没有雷达回波，鉴于这一原因，它也被称为“隐形”区。该地层被划分为上、中、下三个子单元区，都属于亚马逊纪，为火星地质史上最年轻的时代。其元素成分的比较表明，梅杜莎槽沟层是火星表面尘埃的主要来源地。2018年7月，研究人员报告称，事实上，火星上最大单一尘埃来源地为梅杜莎槽沟层。
| 1 2 3 4 5 6 7 8 9 10 11 12 13 14 15 梅杜莎槽沟层周边区域地形图，中央为赤道0度、东经180度，每格纬度、经度均为10度，麦卡托投影。 位于梅杜莎槽沟层的特征： \| 1：埃俄利斯高原 2：仄费里亚高原 3：阿佛纳斯凹地群 4：塔尔塔罗斯峭壁 \| 5：阿波利纳里斯沟脊 6：塔尔塔罗斯断崖 7：卢库斯高原 8：门农沟脊地 \| 9：梅杜莎槽沟群 10：梅杜莎沟脊地 11：欧墨尼得斯山脊 12：亚马逊桌山 \| 13：亚马逊沟脊地 14：戈尔迪山脊 15：吉加斯槽沟群 \| |                                                                   |                                                                    |                                                  |
| 1：埃俄利斯高原 2：仄费里亚高原 3：阿佛纳斯凹地群 4：塔尔塔罗斯峭壁 | 5：阿波利纳里斯沟脊 6：塔尔塔罗斯断崖 7：卢库斯高原 8：门农沟脊地 | 9：梅杜莎槽沟群 10：梅杜莎沟脊地 11：欧墨尼得斯山脊 12：亚马逊桌山 | 13：亚马逊沟脊地 14：戈尔迪山脊 15：吉加斯槽沟群 |

来自2001火星奥德赛号中子光谱仪数据的分析揭示，梅杜莎槽沟层的西侧舌状坡含有水，这意味着该地层含有大量的水冰，在高倾角(倾斜)时期，地表上的水冰保持了稳定。
结合数个火星重力模型和火星轨道器激光高度计地形数据，可计算出该沉积层的密度，其值为1.765±0.105 克/厘米3，类似于地球上熔结凝灰岩的密度，这排除了沉积层成分中存在大量水冰的可能，再加上高含量的硫和氯，暗示它属于火山喷发的产物。该沉积层总体积为1.4×106公里3，如此大的沉积层可能是在5亿年周期性喷发中形成的。

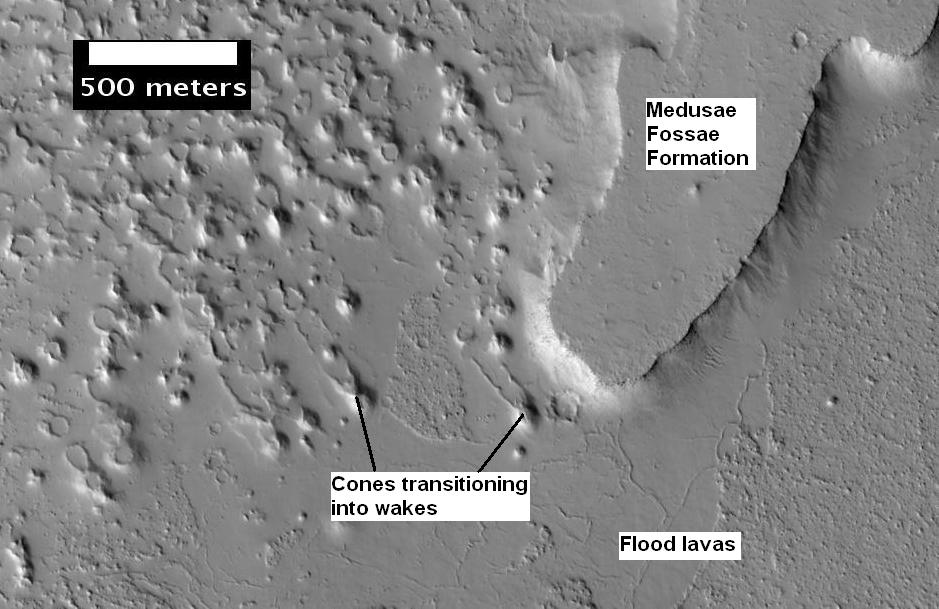
带有分层结构的土墩，位置为埃俄利斯区盖尔撞击坑以东。
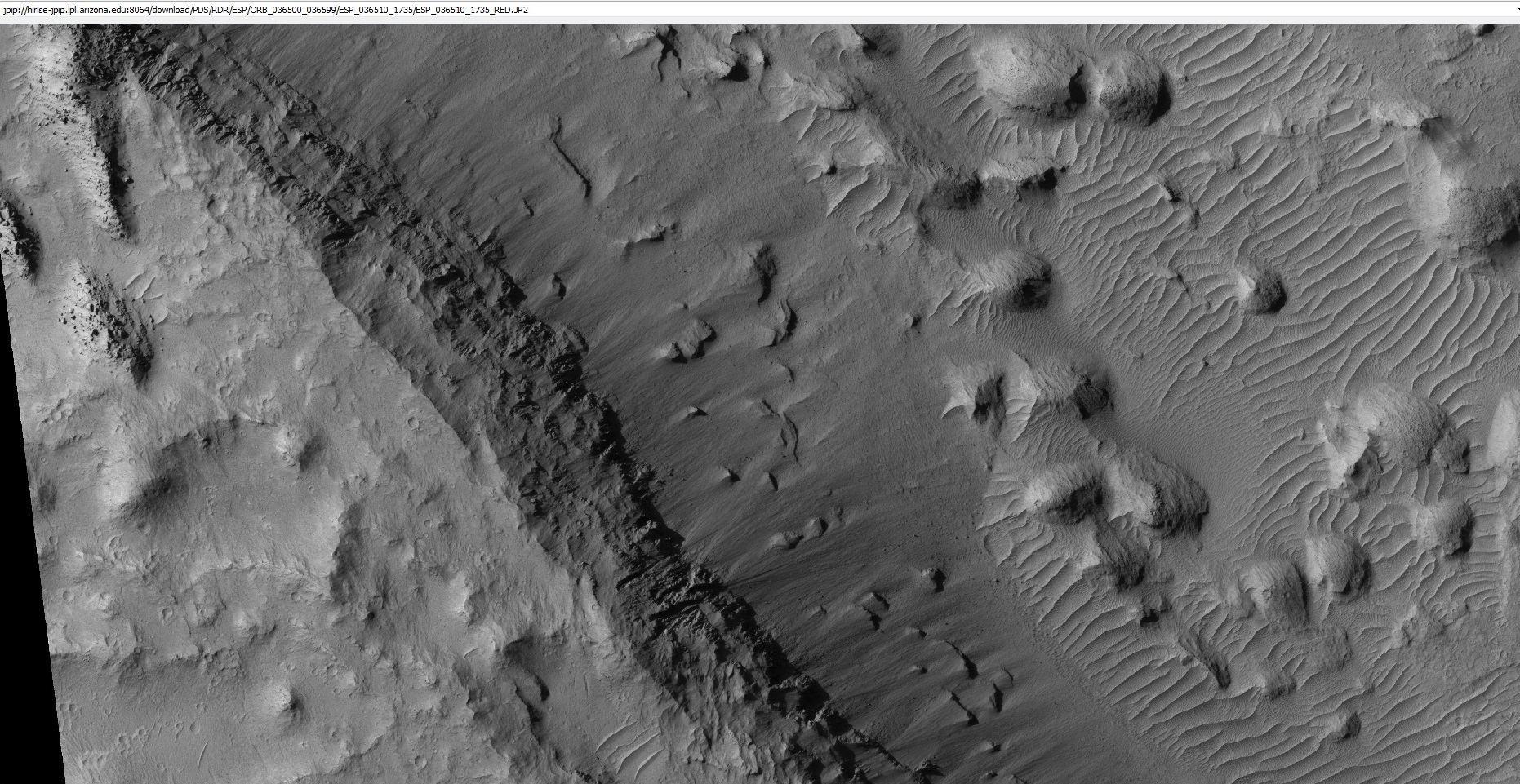
梅杜莎槽沟层中的地层结构和土墩，位置为埃俄利斯区盖尔撞击坑以东。
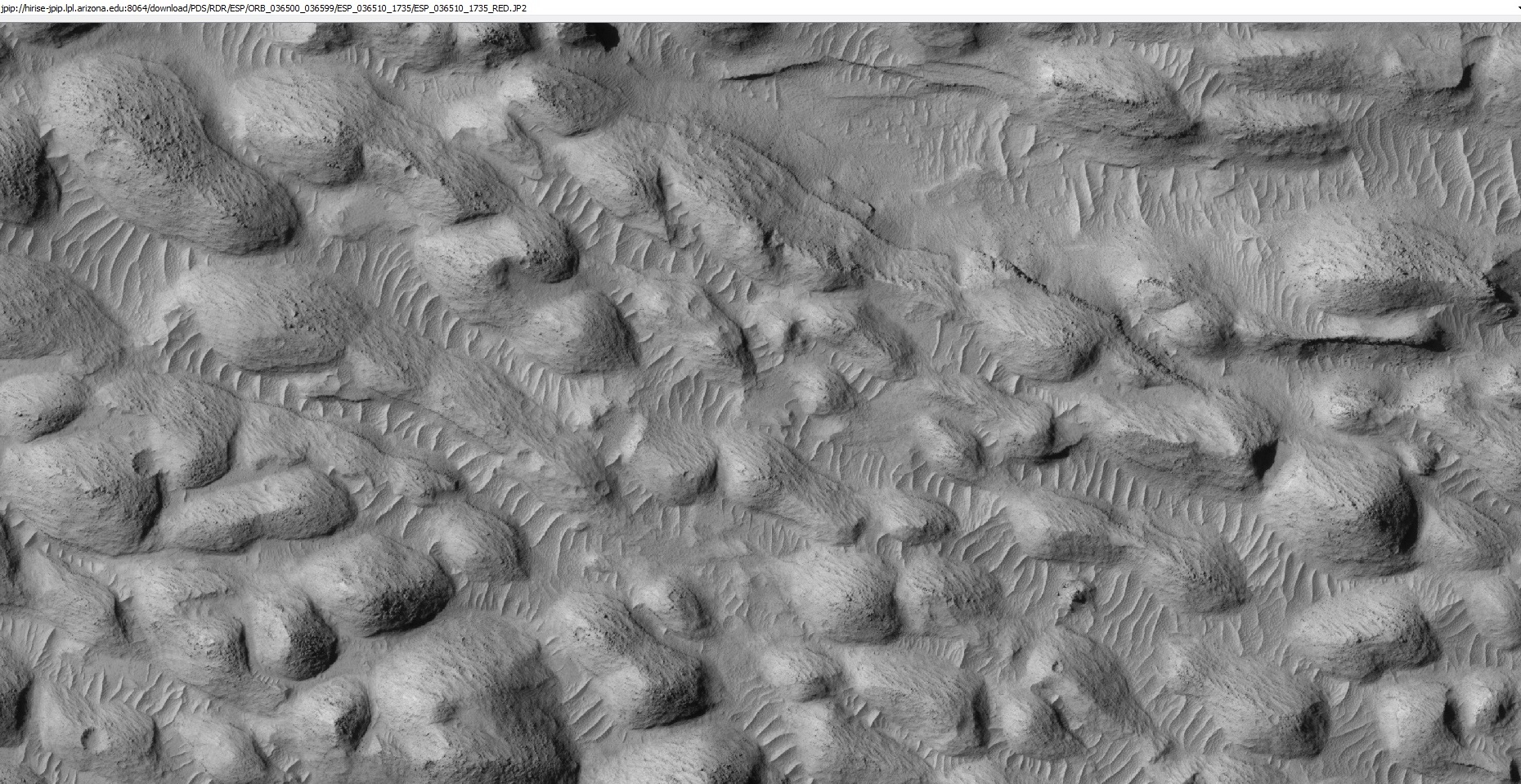
梅杜莎槽沟层中的地层结构和小土墩场，位置为埃俄利斯区盖尔撞击坑以东。
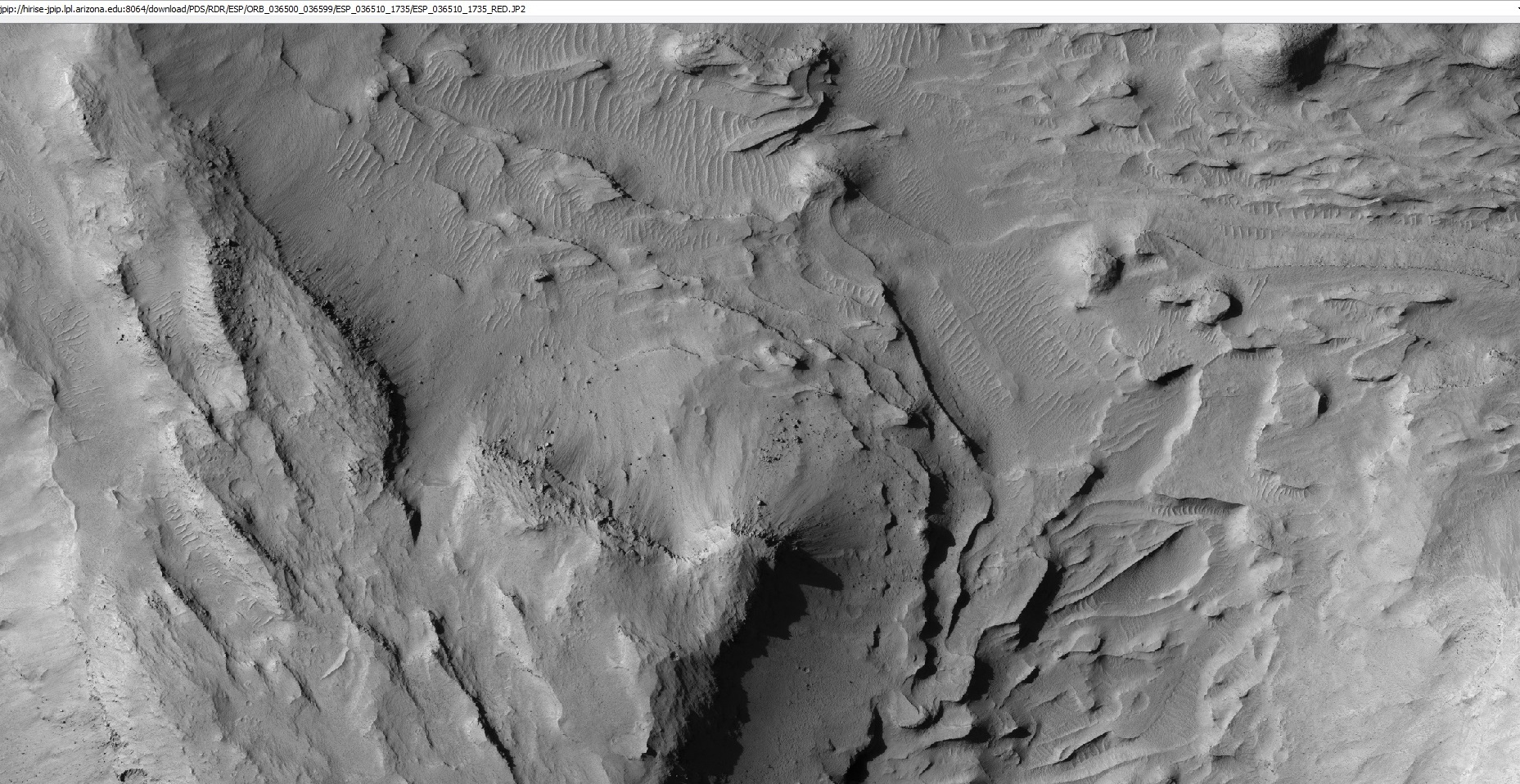
显示了土墩底部的地层结构，位置为埃俄利斯区盖尔撞击坑以东。
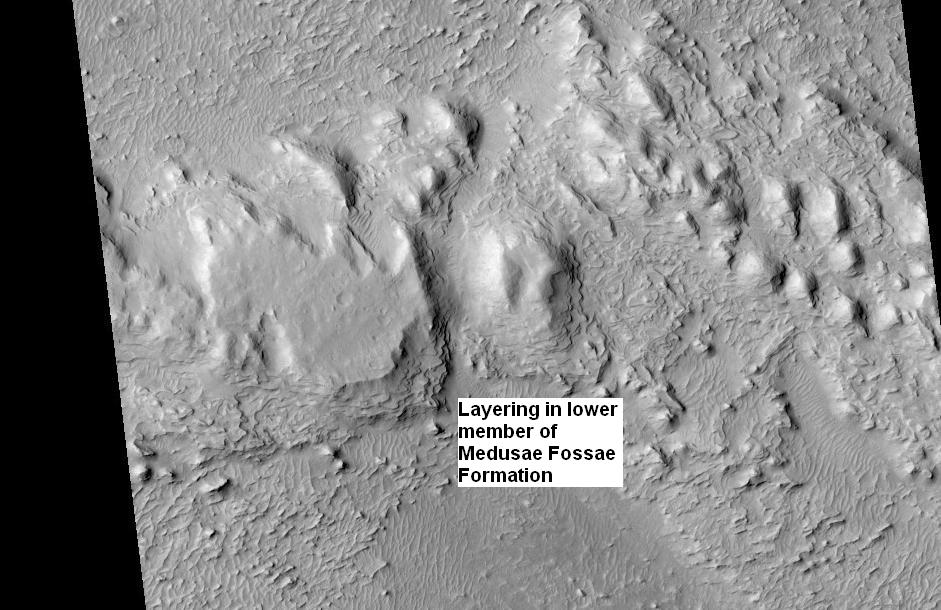
梅杜莎槽沟层下单元区地层结构，位置为埃俄利斯区盖尔撞击坑以东。
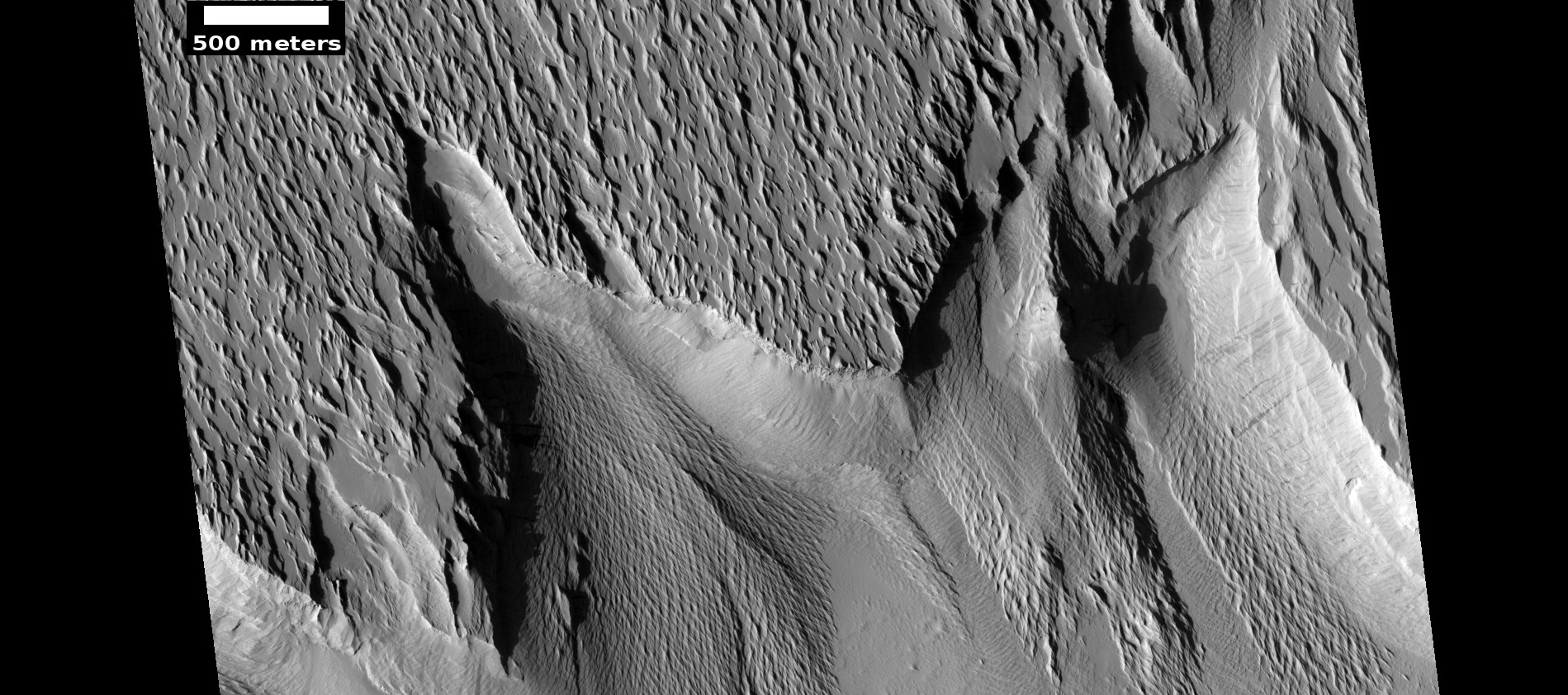
梅杜莎槽沟层位于门农区一处悬崖的表面特征。

## 倒转地形
梅杜莎槽沟层下单元区包含了许多被认为是溪流遗迹的样式和形状。据信形成的溪流曾注满山谷，并通过矿物胶结或粗覆盖层的聚集形成一层耐侵蚀的倒转地形。这些倒转河床有时被称为弯脊或凸起的曲线特征，并被分为六种类型：平顶、窄顶、圆顶、分叉、无分叉和多层状，长度可能有1公里或不到，高度从1米到10米以上不等，而狭窄的弯脊宽度则不到10米。

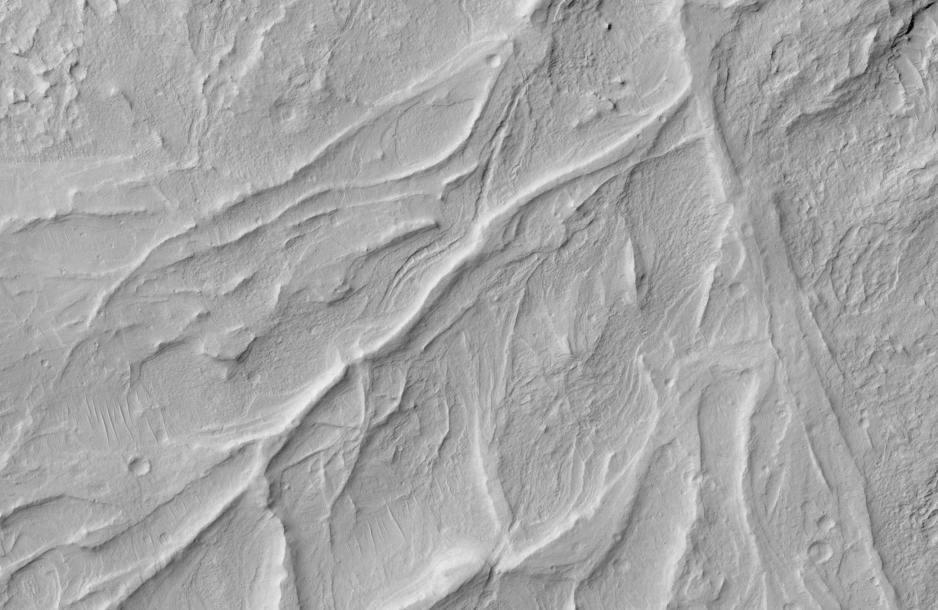
梅杜莎槽沟层下单元分支扇内的弯脊，位置为埃俄利斯区。

## 雅丹地貌
雅丹地貌是指地层表面被风蚀成一系列的线状山脊，这些山脊通常指向切割它们的盛行风风向，并展示出火星风沙的侵蚀力。梅杜莎槽沟层易受侵蚀，这表明它们是由弱胶结颗粒所组成，很可能是由风沙或火山灰沉积所构成。雅丹是岩石的一部分，它已被风沙蚀刻成嶙峋狭长的山脊，可看到其中的地层结构。海盗号、火星全球探勘者号及高分辨率成像科学设备照片中都观察到了雅丹顶部耐侵蚀的冠岩。来自航天器的图像显示，它们具有不同的硬度，可能是因为物理性质、成分、颗粒大小和/或胶结作用的明显不同所致。整个地区几乎看不到撞击坑，因此，梅杜莎槽沟层地表相对年轻。

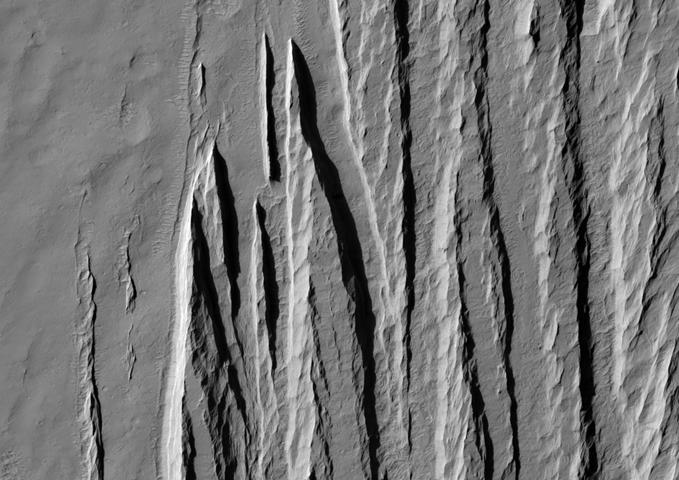
HiWish计划下高分辨率成像科学设备看到的梅杜莎槽沟层，图像地点位于埃俄利斯区。
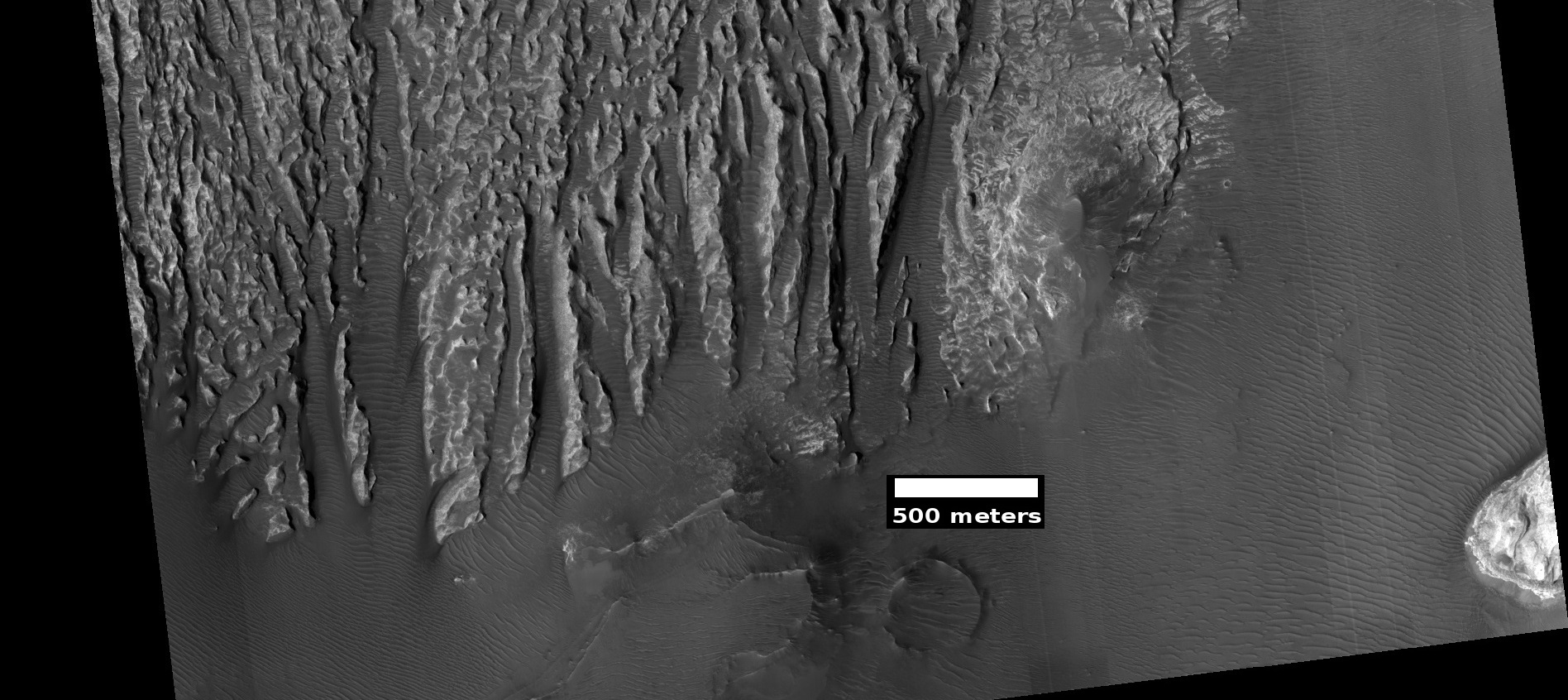
HiWish计划下高分辨率成像科学设备看到的雅丹地形，位于阿耳西诺厄斯混沌区。
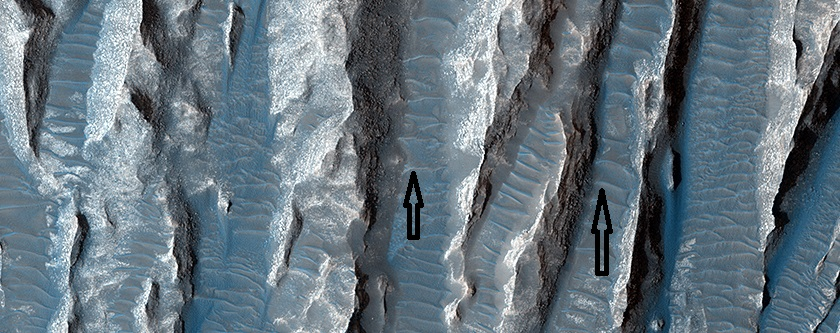
HiWish 计划下高分辨率成像科学设备看到的雅丹地形特写，箭头指向的沙脊称为“横向沙脊”。
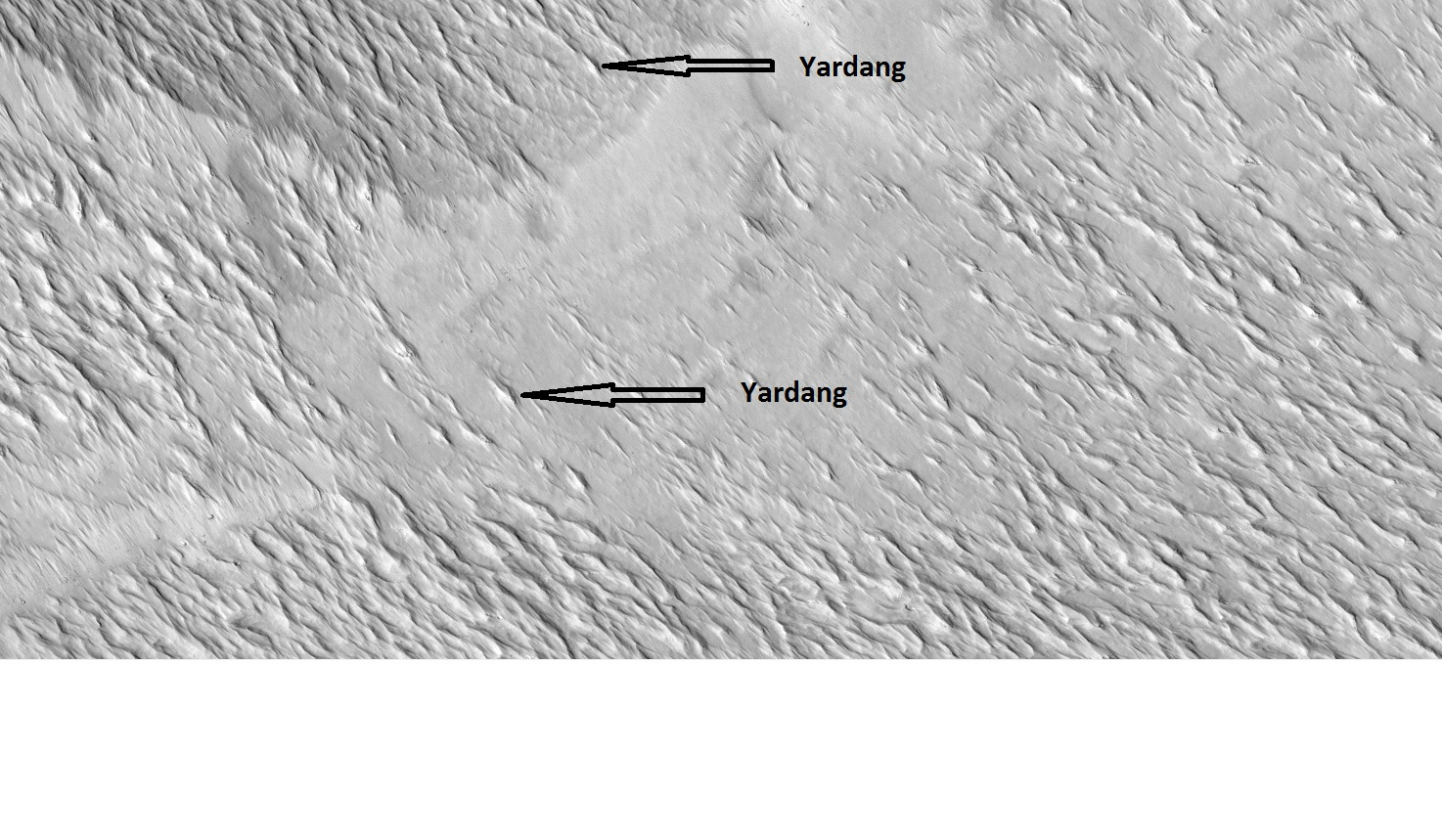
梅杜莎槽沟层中的雅丹地形，地点位于亚马逊区。
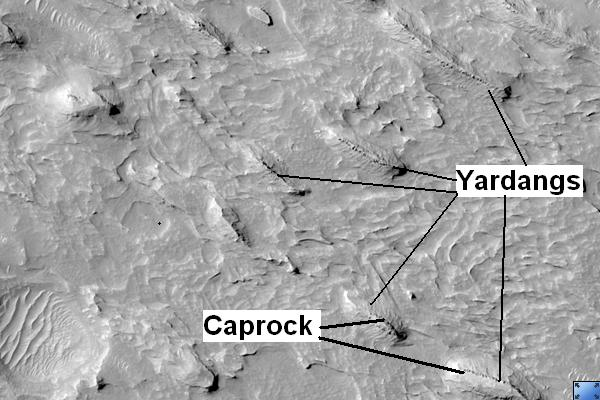
梅杜莎槽沟层中标注“冠岩”的雅丹地形，地点位于埃俄利斯区。
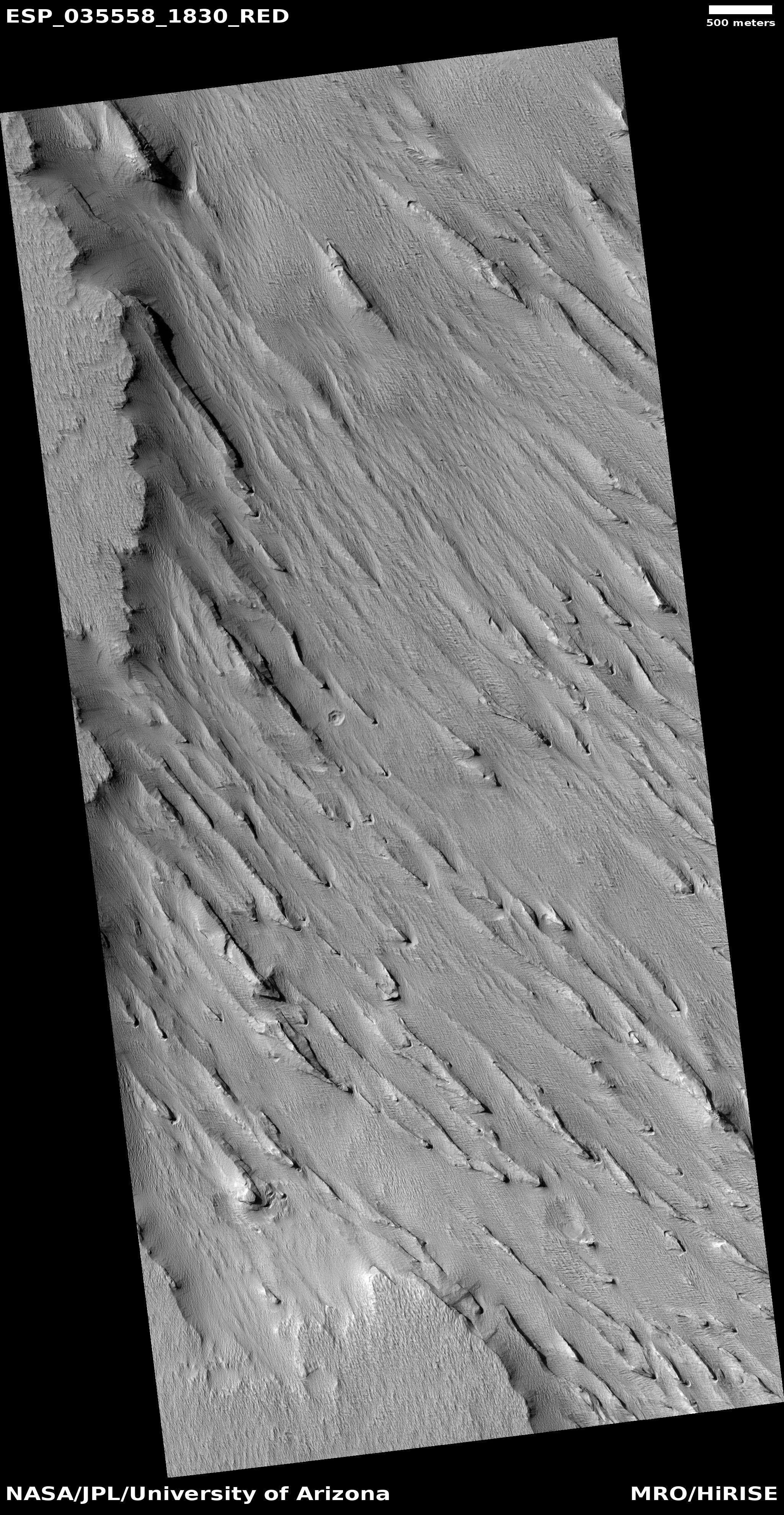
亚马逊区戈尔迪山脊附近的雅丹地形 ，这些雅丹地貌都位于梅杜莎槽沟层上单元区。
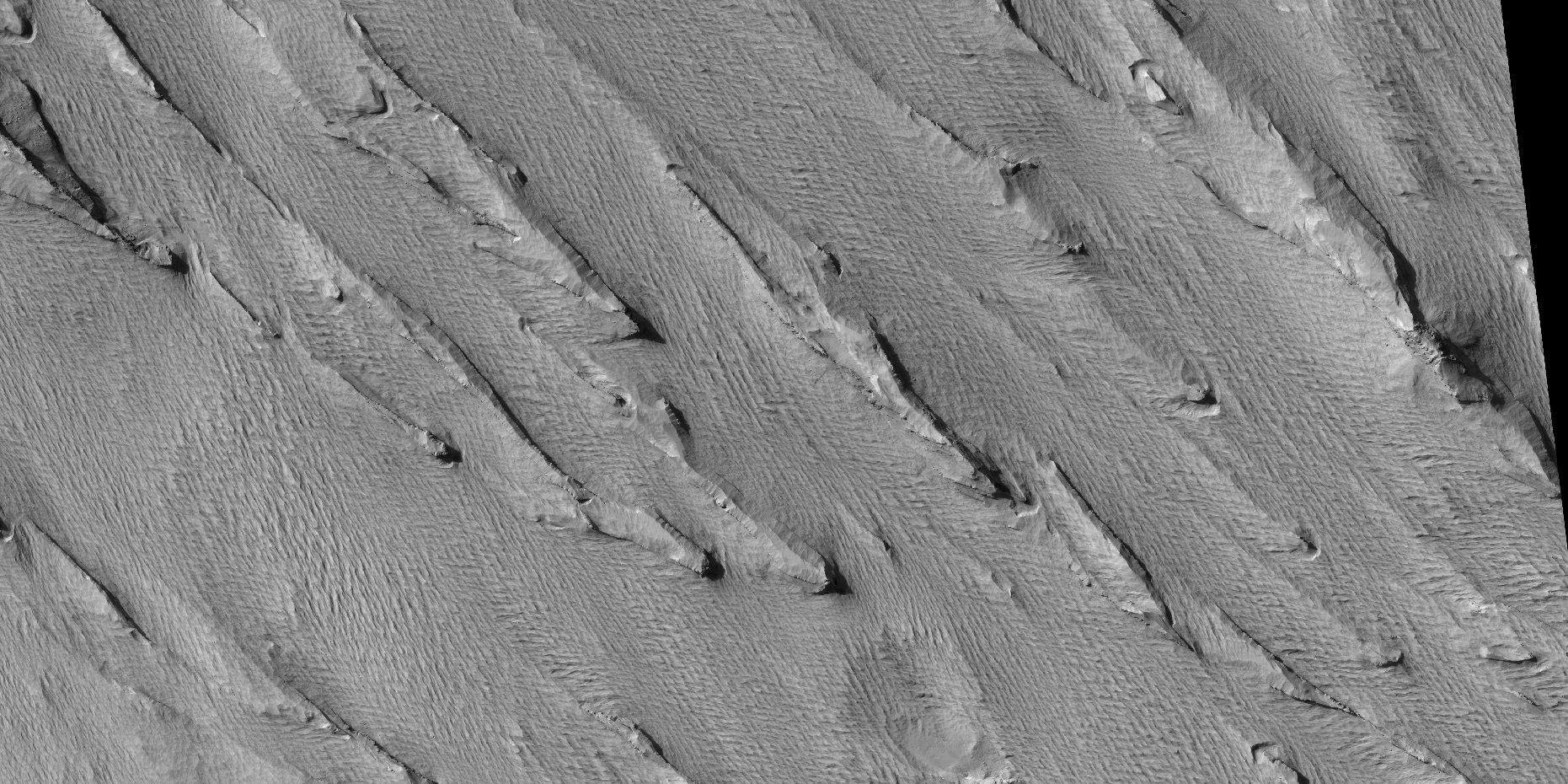
亚马逊区戈尔迪山脊附近的雅丹地形 ，前一幅图像的放大版。
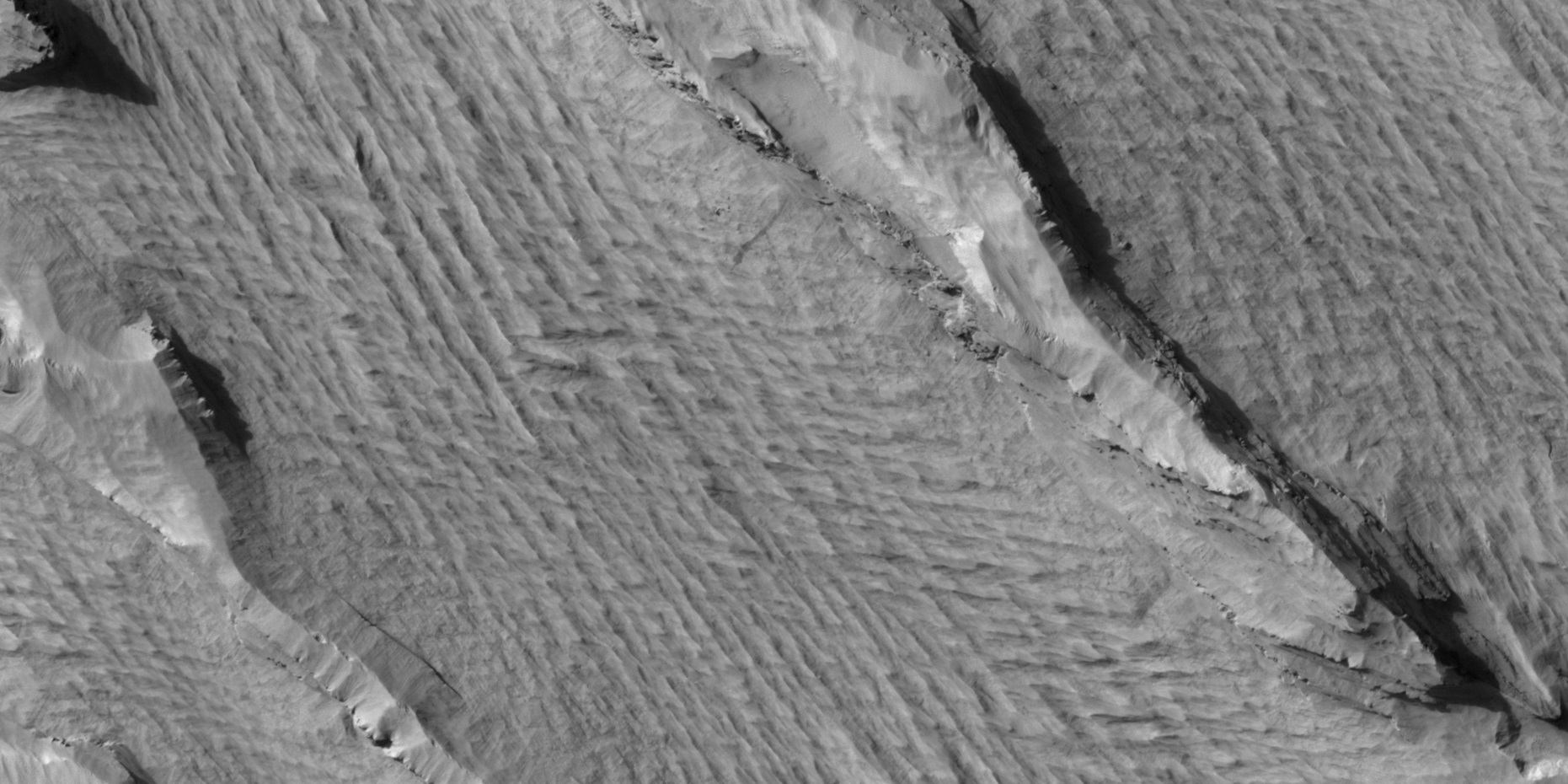
亚马逊区戈尔迪山脊附近的雅丹地形 ，前一幅图像的放大版。
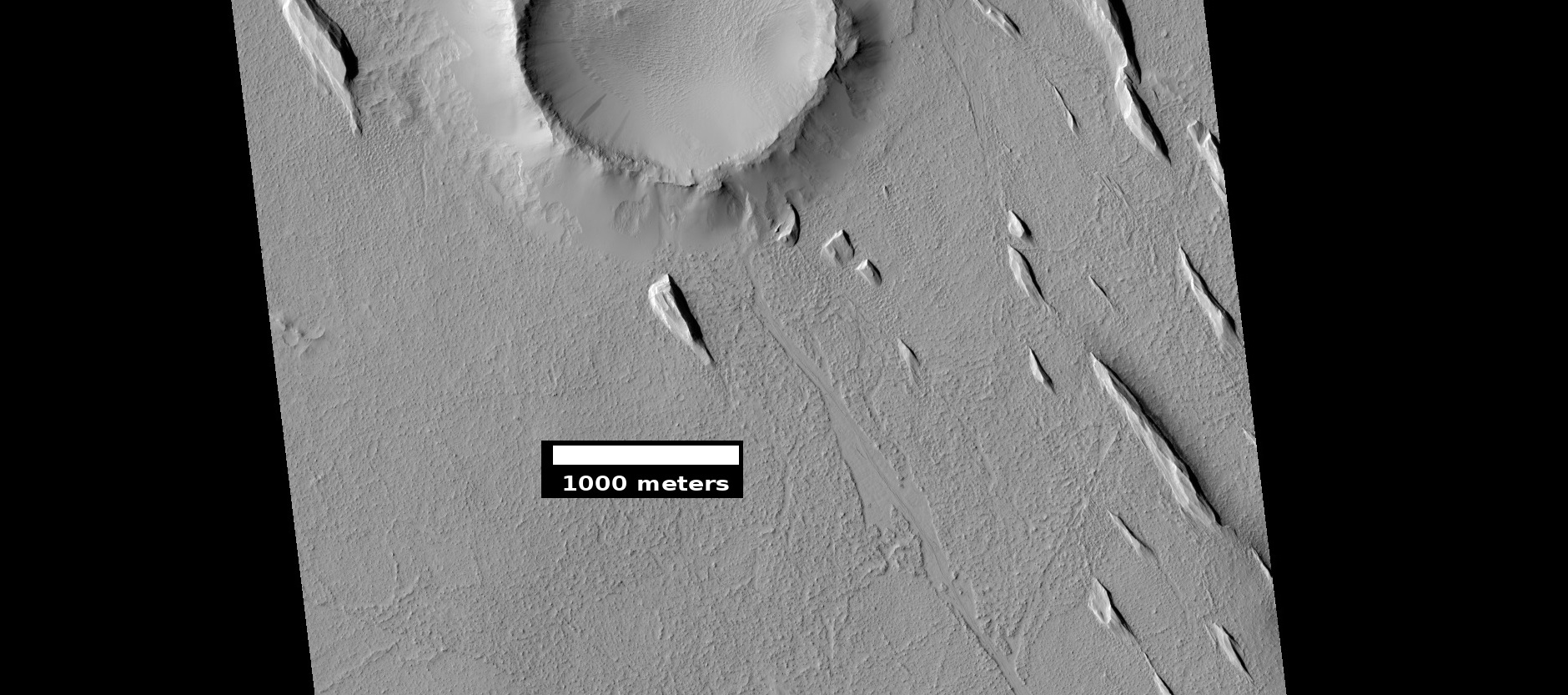
亚马逊区一座撞击坑附近的雅丹地形，位于梅杜莎槽沟层中单元区。
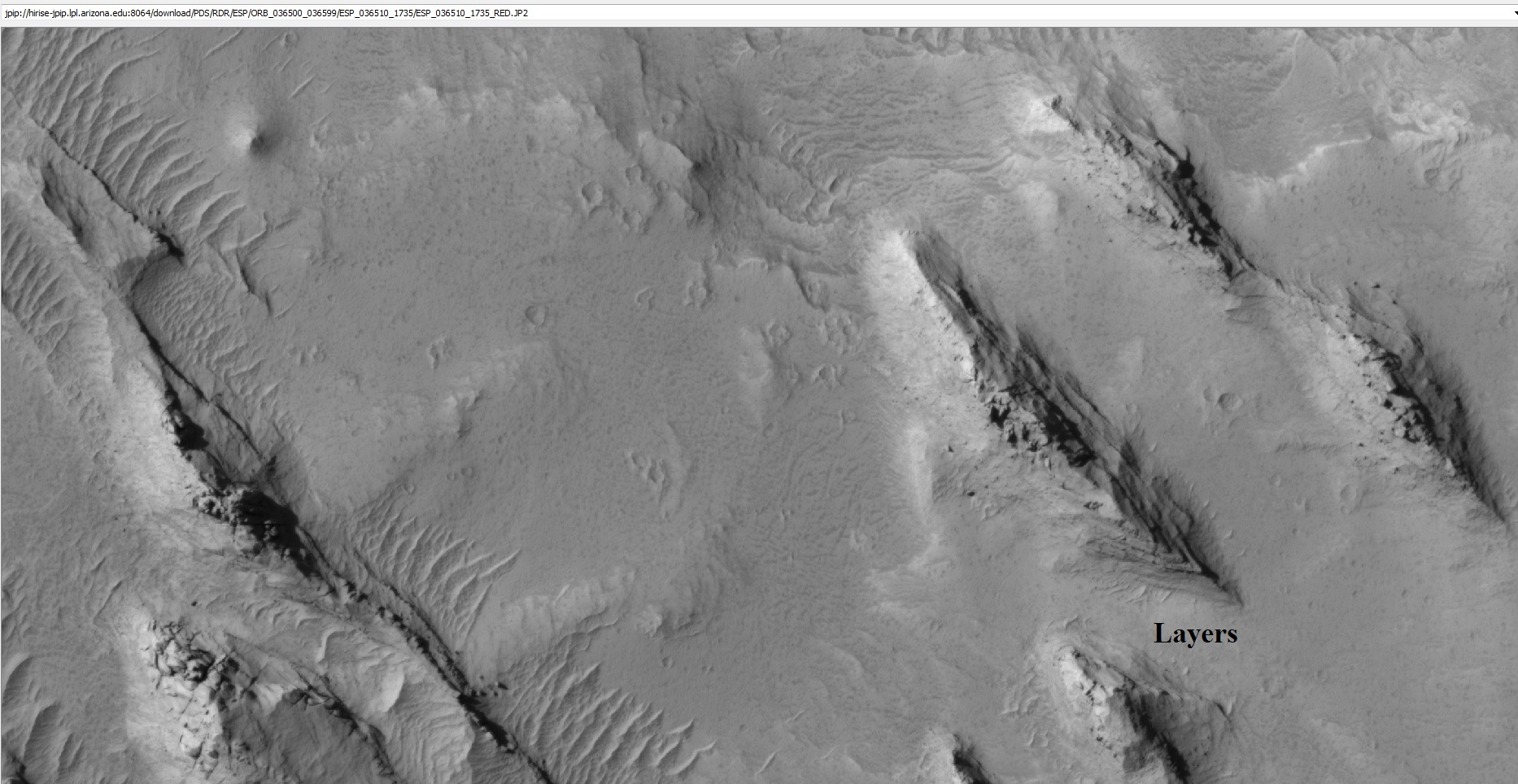
雅丹地貌显示的地层结构，位于埃俄利斯区盖尔撞击坑东面。
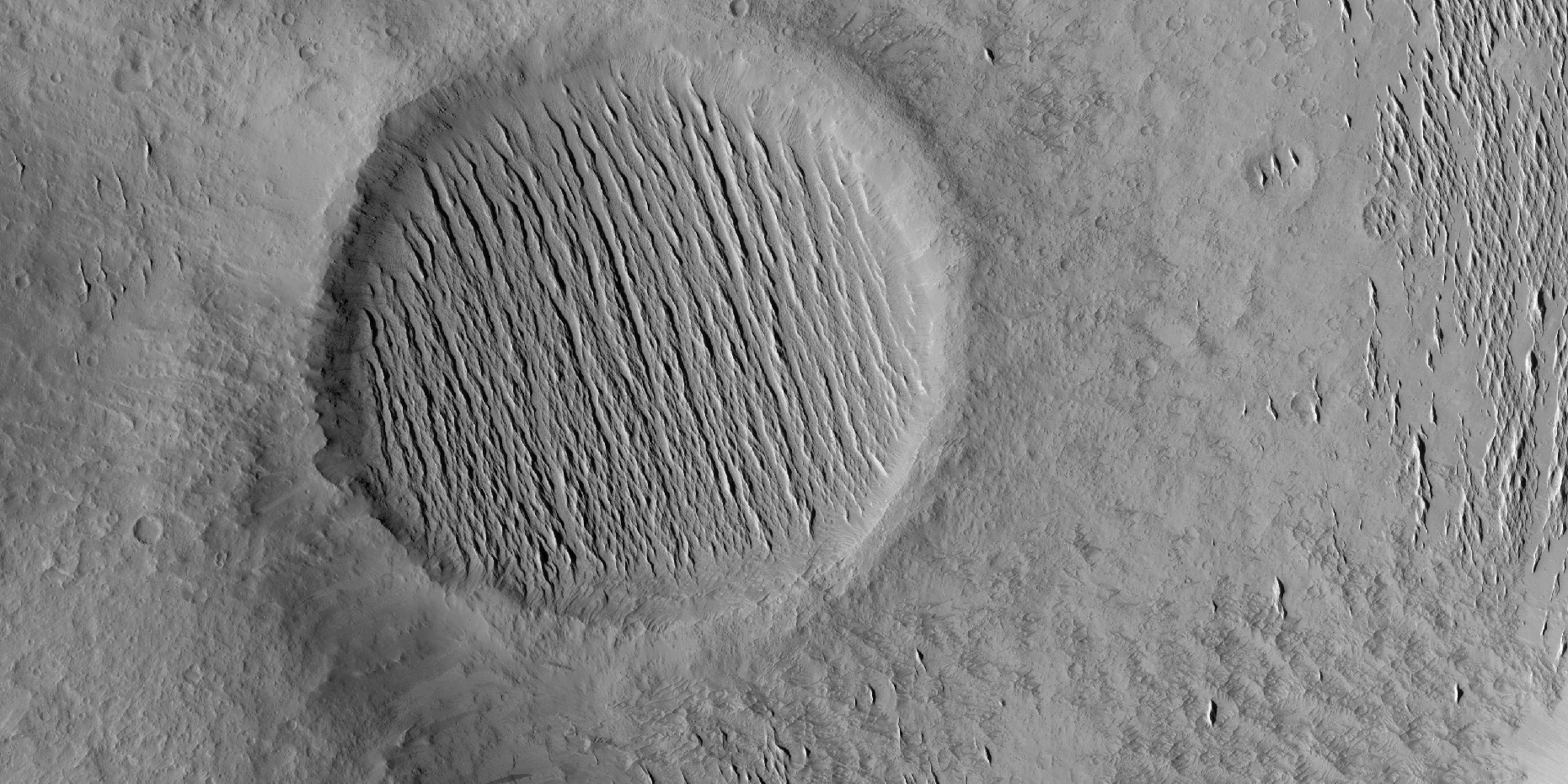
位于亚马逊区的雅丹地形。
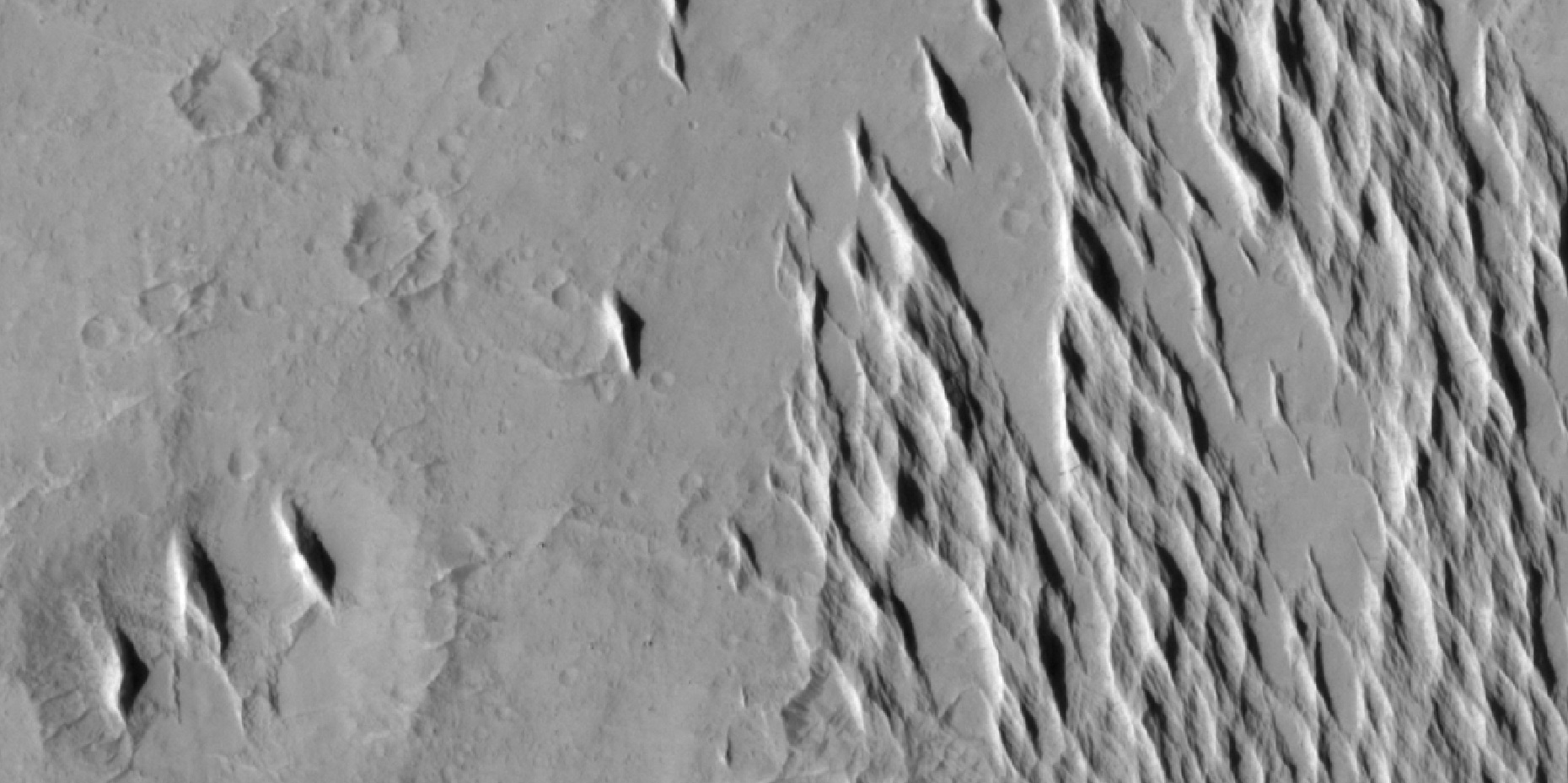
位于亚马逊区的雅丹地形

## 另请参阅
- 埃俄利斯区
- 亚马逊平原
- 亚马逊区
- 火星地质
- 火星水文
- 撞击坑